# Ministerio de Salud Pública y Población (Haití)
El Ministerio de Salud Pública y Población es el ministerio encargado del sistema de salud en Haití. Su sede central está en la capital y cuenta con direcciones en los 10 departamentos. La actual ministra es Marie Greta Roy D. Clement.